# 이동녘
이동녘(1992년 2월 23일 ~ )는 대한민국의 전 축구 선수로, 포지션은 수비수이다.